# Houma (Shanxi)
Houma (侯马市S, HóumǎP) è una città-contea della Cina, situata nella provincia dello Shanxi e amministrata dalla prefettura di Linfen.